# Latiguina paulula
Latiguina paulula är en insektsart som beskrevs av Young 1986. Latiguina paulula ingår i släktet Latiguina och familjen dvärgstritar. Inga underarter finns listade i Catalogue of Life.